# Ларсево-Аррос-Сибитс
Ларсево́-Арро́с-Сиби́тс (фр. Larceveau-Arros-Cibits) — коммуна во Франции, находится в регионе Аквитания. Департамент — Атлантические Пиренеи. Входит в состав кантона Пеи-де-Бидаш, Амикюз и Остибар. Округ коммуны — Байонна.
Код INSEE коммуны — 64314.

## География

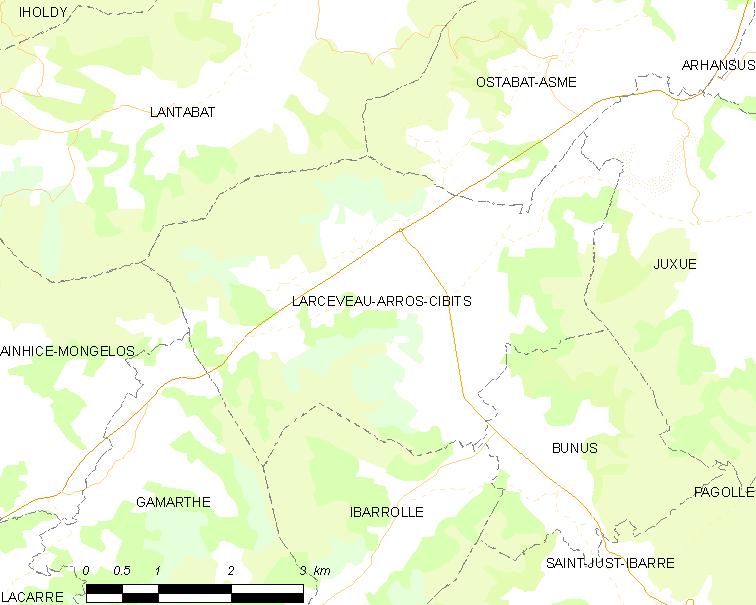
Карта коммуны

Коммуна расположена приблизительно в 680 км к юго-западу от Парижа, в 185 км южнее Бордо, в 60 км к западу от По.
На востоке коммуны протекает река Бидуз.

## Климат
Климат тёплый океанический. Зима мягкая, средняя температура января — от +5°С до +13°С, температуры ниже −10 °C бывают редко. Снег выпадает около 15 дней в году с ноября по апрель. Максимальная температура летом порядка 20-30 °C, выше 35 °C бывает очень редко. Количество осадков высокое, порядка 1100 мм в год. Характерна безветренная погода, сильные ветры очень редки.

## Население
Население коммуны на 2010 год составляло 405 человек.
| 1962 | 1968 | 1975 | 1982 | 1990 | 1999 | 2010 |
| ---- | ---- | ---- | ---- | ---- | ---- | ---- |
| 452  | 394  | 388  | 424  | 406  | 397  | 405  |

## Администрация
| Период | Период | Фамилия          | Партия | Примечания |
| ------ | ------ | ---------------- | ------ | ---------- |
| 1995   | 2001   | Пьер Ирибюрю     |        |            |
| 2001   | 2008   | Жан-Батист Отеза |        |            |
| 2008   | 2020   | Жюль Ларраманди  |        |            |

## Экономика
В 2010 году среди 272 человек трудоспособного возраста (15—64 лет) 178 были экономически активными, 94 — неактивными (показатель активности — 65,4 %, в 1999 году было 75,0 %). Из 178 активных жителей работали 174 человека (100 мужчин и 74 женщины), безработных было 4 (2 мужчин и 2 женщины). Среди 94 неактивных 6 человек были учениками или студентами, 38 — пенсионерами, 50 были неактивными по другим причинам.

## Достопримечательности
- Протоисторические оборонительные укрепления. Исторический памятник с 1982 года[4]
- Церковь Св. Андрея (XIX век)[5]
- Церковь Св. Лаврентия (XIX век)[6]

## Фотогалерея

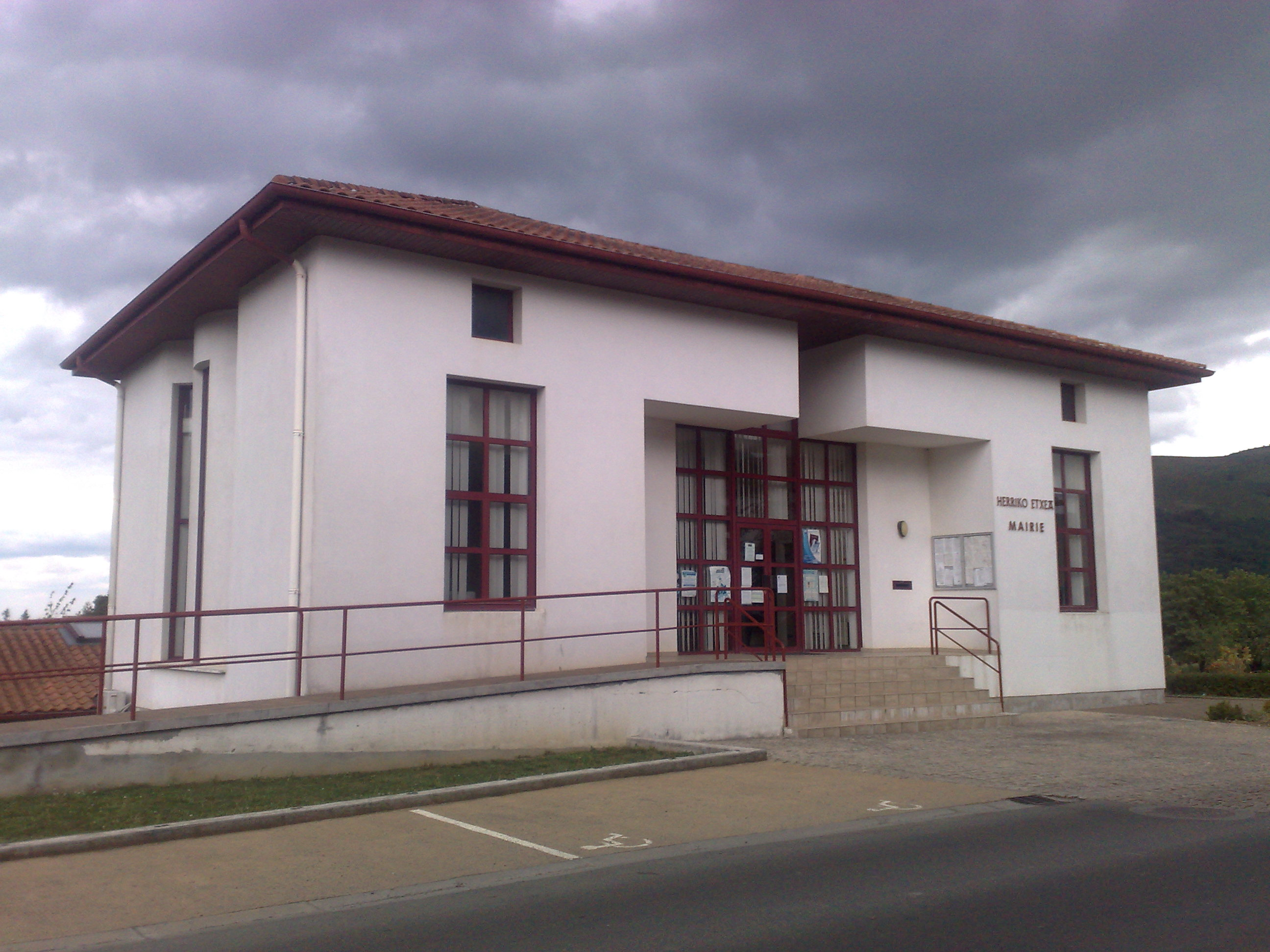
Мэрия
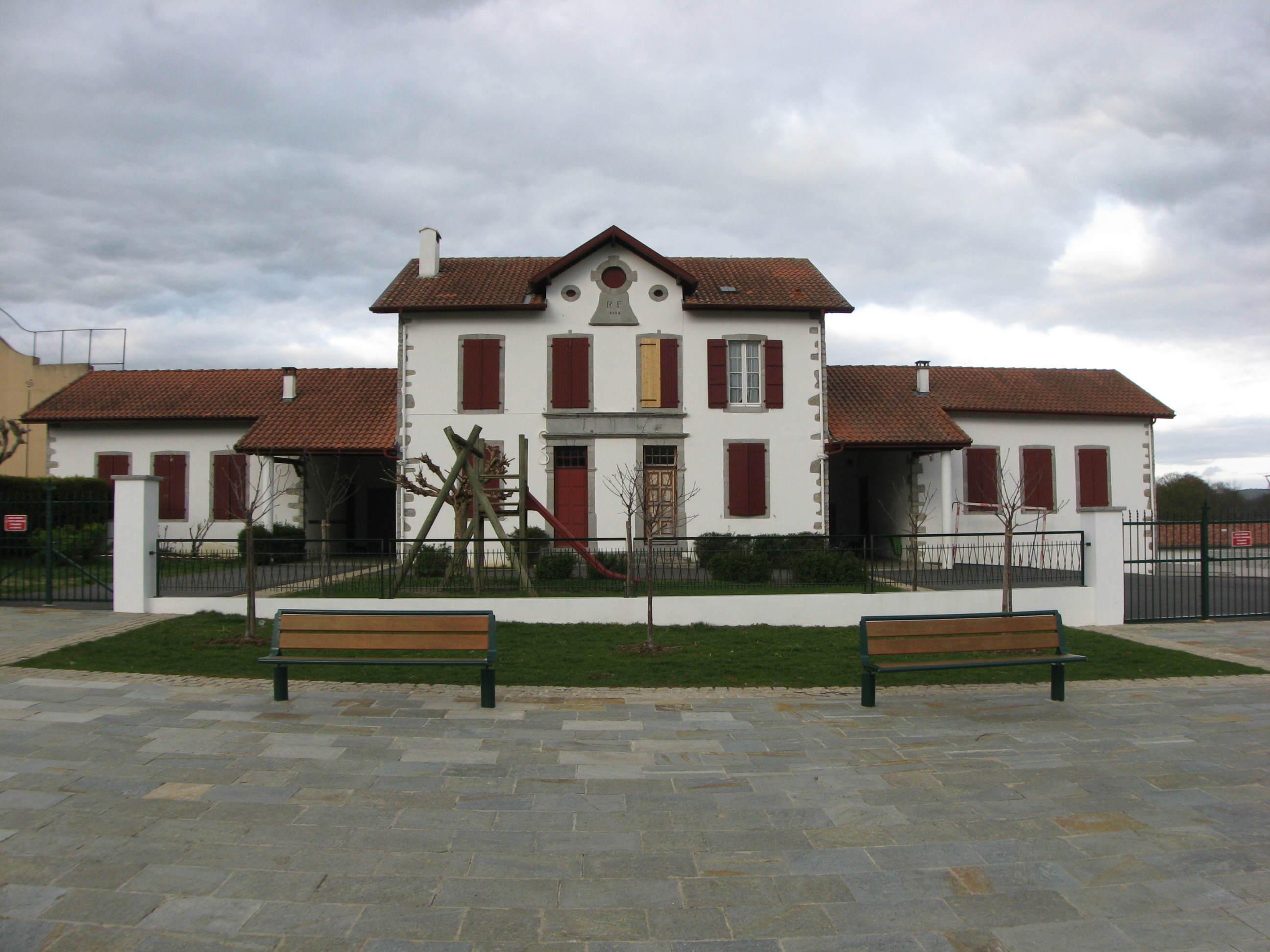
Школа
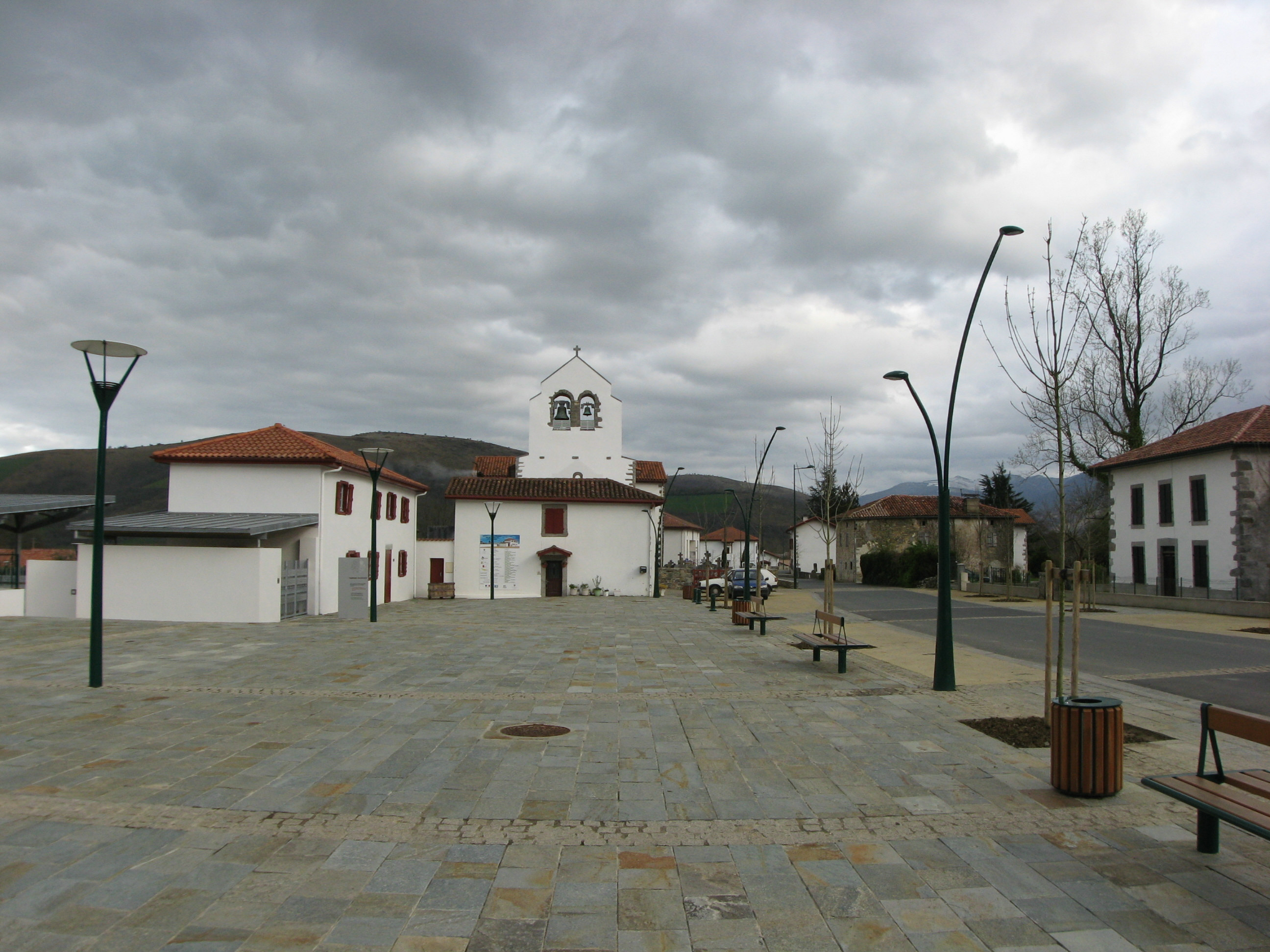
Церковь Св. Лаврентия
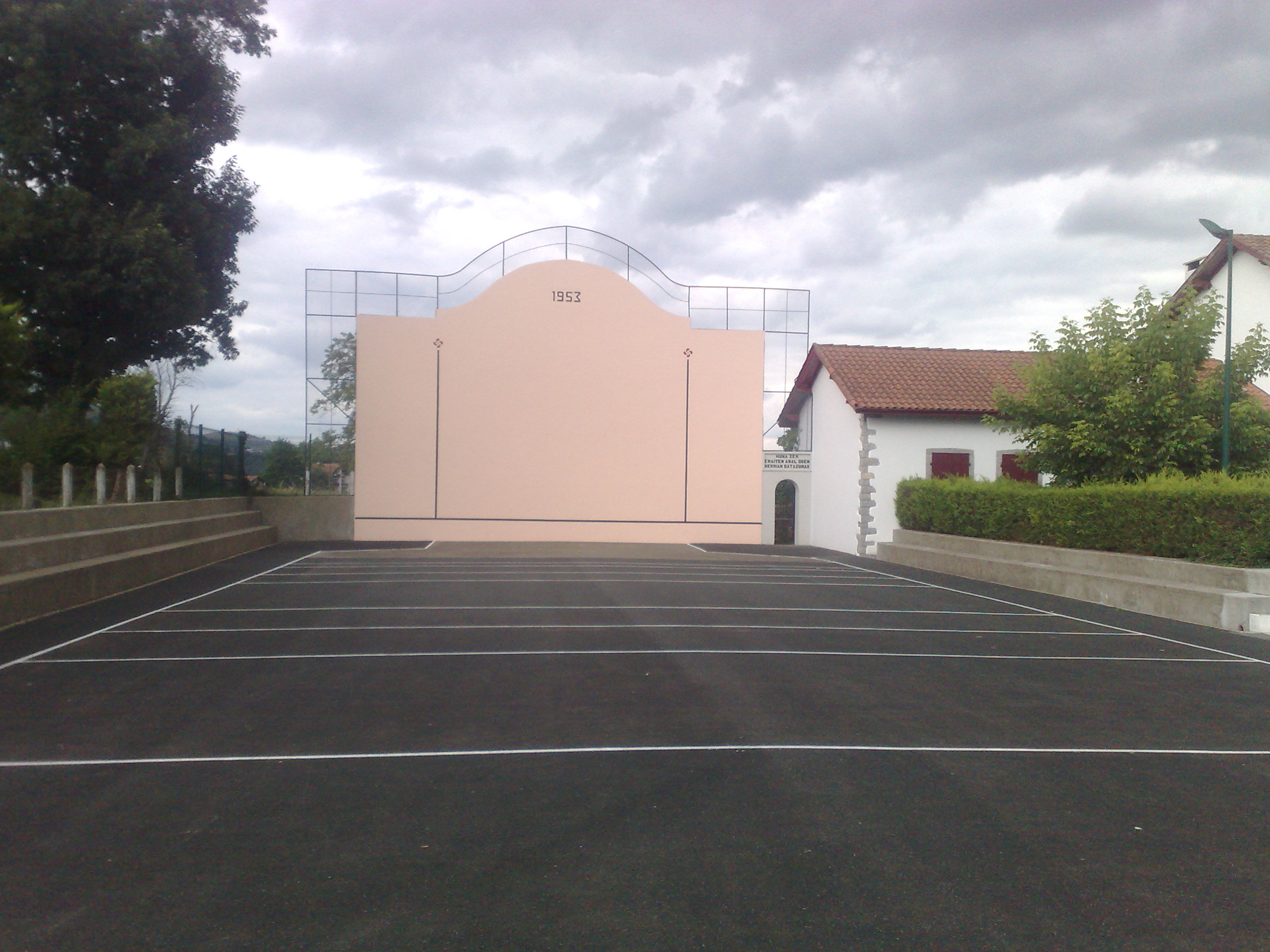
Фронтон (площадка для игры в пелоту)
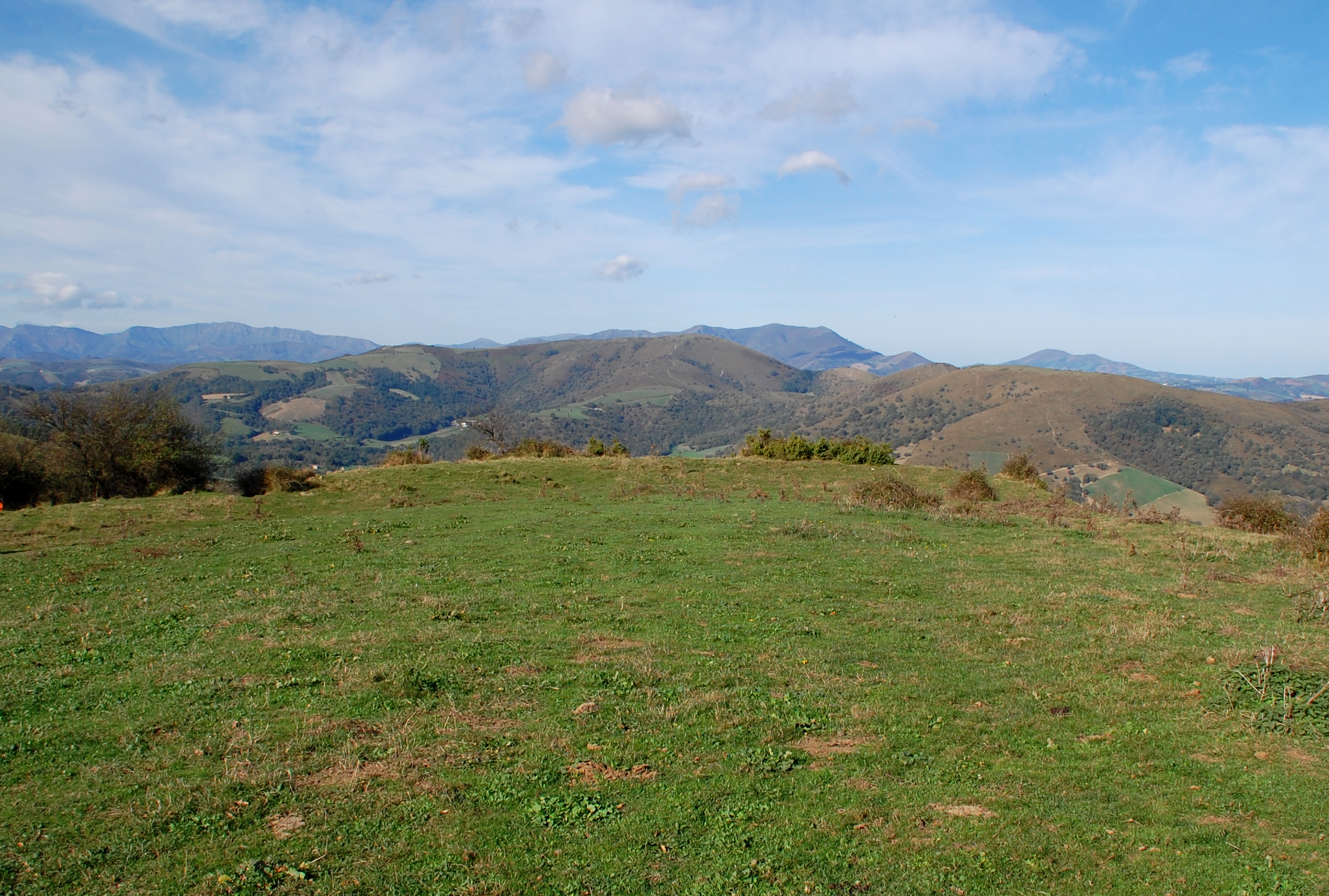
Протоисторические оборонительные укрепления